# 桃園大圳
桃園大圳，原稱八塊厝中壢附近埤圳，為台灣日治時期重要水利工程之一，由總督府日籍韓裔的技師張令紀設計，興建幹線及12條支線串連埤塘。
1913年（大正2年），桃園發生嚴重旱災，1916年（大正5年）動土，1924年（大正13年）竣工，翌年5月22日舉行通水式，1928年（昭和3年）各蓄水池與給水幹線的工程正式完工。灌溉區域涵蓋桃園市大溪區、八德區、桃園區、中壢區、楊梅區、新屋區、蘆竹區、觀音區、大園區。

## 路線

### 主幹道
自石門水庫後池堰起，與大漢溪平行抵達大溪埔頂地區，後與台4線至大溪僑愛地區後轉為地下水道，至八德大湳廣豐新天地旁回到地上，後沿桃德路200巷、國際路一段414巷、413巷、茄苳路725巷、永豐路374巷、381巷、華康街181巷抵達台1線，續沿龍山街、內定一街穿越中壢工業區抵達中山高，後沿大圳路、大圳路一段、大圳路二段、大圳路三段穿越台31線，續沿忠富路至台66線，過中山東路一段後向西南，終於社子溪旁。

### 支線
- 桃園大圳共有十二條灌溉系統支線（站屬支線別），分別為

#### 第一支線（桃園）
- 桃園大圳1-1號池（已填平開發）：陽明運動公園
- 桃園大圳1-2號池（已填平開發）：桃園市桃園區建德國民小學
- 桃園大圳1-3號池（已填平開發）：桃園市立陽明高級中等學校、玉山公園
- 桃園大圳1-4號池：桃園1-4號生態埤塘
- 桃園大圳1-5號池（已填平開發）：桃園市政府
- 桃園大圳1-6號池（已填平開發）：桃園市政府環境保護局
- 桃園大圳1-8號池（已填平開發）：桃園市立中興國民中學
- 桃園大圳1-11號池（已填平開發）：溫州公園
- 桃園大圳1-15號池：銀店埤、莊敬大池
- 桃園大圳1-16號池：死牛陂、中油大池、第二代示範陂塘、桃園大圳一之十六景觀埤塘、蘆興景觀埤塘生態公園
- 桃園大圳1-17號池：樹林埤、南亞大池
- 桃園大圳1-18號池（已填平開發）：桃園市桃園區莊敬國民小學

#### 第二支線（大竹）
- 桃園大圳2-1號池：二股陂、二股埤、高朋里鄰里公園
- 桃園大圳2-1-1號池：大竹陂、2-1-1埤塘步道公園、大竹觀光休閒公園
- 桃園大圳2-1-2號池
- 桃園大圳2-2-1號池：牛角埤、第二支圳2分線1號池
- 桃園大圳2-2-3號池
- 桃園大圳2-2-4號池
- 桃園大圳2-2-5號池：長興埤塘、長興休閒埤塘公園
- 桃園大圳2-2-6號池（因汙染已填平）：菓林池、滲眉埤、大園滲眉埤公園、桃園綠線北機廠
- 桃園大圳2-3-3號池（桃園航空城：桃園機場第三跑道用地）：沙崙魚池
- 桃園大圳2-3-4號池（桃園航空城：桃園機場第三跑道用地）：沙崙里14鄰
- 桃園大圳2-4-1號池：大園區大海公園
- 桃園大圳2-4-4號池（桃園航空城：桃園機場第三跑道用地）：桃園大圳第四之四號池
- 桃園大圳2-5號池：祥鷺生態埤塘公園
- 桃園大圳2-6號池：竹子陂、2-6號埤塘環湖步道、夜鷺生態埤塘
- 桃園大圳2-7號池：長埤、新興里埤塘
- 桃園大圳2-8號池：高埤
- 桃園大圳2-11號池：2-11埤塘、六股埤、六股埤塘生態公園
- 桃園大圳2-13號池：2-13埤塘、八角店生態埤塘公園
- 桃園大圳2-14號池：芎仔埤、2-14號埤塘環湖步道、白鷺鷥公園
- 桃園大圳2-15號池：八股埤、上竹2-15埤塘公園、上竹池塘公園
- 桃園大圳2-16號池
- 桃園大圳2-17號池：2-17號埤塘
- 桃園大圳2-18號池：大口埤、富竹賞鳥埤塘
- 桃園大圳2-19號池
- 桃園大圳2-20號池：四號大塘、桃園空軍第四號眷房
- 桃園大圳2-23號池：瓦窯埤
- 桃園大圳2-24號池（桃園航空城公園用地）：拔子林埤
- 桃園大圳2-25號池：三塊石埤

#### 第三支線（大園）
- 桃園大圳3-3號池：紅陂
- 桃園大圳3-6號池：坔陂
- 桃園大圳3-8號池：老埤
- 桃園大圳3-9號池：新埤

#### 第四支線（大園）
- 桃園大圳4-1號池：七佃埤
- 桃園大圳4-2號池：大江4-2休閒生態埤塘、中壢內定綠塘水岸公園
- 桃園大圳4-4號池：七股大埤
- 桃園大圳4-5號池：圓埤
- 桃園大圳4-6號池：大埔陂、大埔埤
- 桃園大圳4-7號池：五股陂仔、五股陂
- 桃園大圳4-8號池：頂埔埤
- 桃園大圳4-9號池：龍樹坑埤
- 桃園大圳4-10號池：竹竿埤
- 桃園大圳4-11號池：七星堆陂、七星堆埤
- 桃園大圳4-12號池：埔心大埤、大園埔心池公園
- 桃園大圳4-13號池：車店埤
- 桃園大圳4-15號池：湖底埤、圳頭池、湖底埤（圳頭池）公園

#### 第五支線（大園）
- 桃園大圳5-1號池：5-1號埤塘、新生埤塘公園
- 桃園大圳5-2號池：林投埤
- 桃園大圳5-4號池：青埔大埤
- 桃園大圳5-5號池：赤牛稠埤、青埔公二公園、青禾藝術公園
- 桃園大圳5-6號池：香丁埤
- 桃園大圳5-8號池：墨池、下厝埤、橫山書法藝術公園、橫山書法藝術館
- 桃園大圳5-11號池：橫山大埤
- 桃園大圳5-17號池：大庄埤
- 桃園大圳5-19號池：海湖埤

#### 第六支線（大崙）
- 桃園大圳6-3號池：斗門埤
- 桃園大圳6-8號池：青塘園、桃園市立美術館
- 桃園大圳6-9號池：埔頂埤
- 桃園大圳6-10號池：照鏡埤
- 桃園大圳6-11號池：崁腳埤
- 桃園大圳6-12號池：華興埤、田寮埤（田寮埤步道）、大園華興池公園、華興池生態埤塘公園（重新規劃整治、於2024年底完工）
- 桃園大圳6-13號池：麻油埤

#### 第七支線（大崙）
- 桃園大圳7-2號池：羅厝大埤
- 桃園大圳7-5號池：紅土埤、紅土厝埤
- 桃園大圳7-7號池
- 桃園大圳7-9號池
- 桃園大圳7-11號池：大埔埤
- 桃園大圳7-12號池：甕仔埤、罐子埤、溪海埤塘生態公園
- 桃園大圳7-13號池：崙頂埤、七支十三魚池
- 桃園大圳7-14號池：崙后埤
- 桃園大圳7-15號池：李仔溪崁埤

#### 第八支線（草漯）
- 桃園大圳8-1-4號池
- 桃園大圳8-2號池：觀音鉤漕陂生態園區
- 桃園大圳8-3號池：崙坪陂
- 桃園大圳8-5號池：石陂
- 桃園大圳8-7號池：蕃仔陂、桃園大圳第八支線七號池
- 桃園大圳8-11號池：國庫埤
- 桃園大圳8-16號池：青埔埤
- 桃園大圳8-17號池：梁厝埤
- 桃園大圳8-19號池：光電埤塘
- 桃園大圳8-20號池：石厝陂
- 桃園大圳8-21號池：茶寮埤
- 桃園大圳8-22號池：坡瓜子埤
- 桃園大圳8-23號池：新厝埤
- 桃園大圳8-24號池：灣潭仔陂、灣潭埤
- 桃園大圳8-25號池：甘蔗陂、甘蔗埤、甘蔗埤公園
- 桃園大圳8-27號池：打架陂、打架埤
- 桃園大圳8-28號池：店子埤、店子埤生態公園
- 桃園大圳8-舊30號池：廟埤、水之丘主題公園
- 桃園大圳8-新30號池：舊埤
- 桃園大圳8-31號池：破陂、破陂仔、破埤

#### 第九支線（新坡）
- 桃園大圳9-3號池：溝槽陂
- 桃園大圳9-4號池：雙連陂
- 桃園大圳9-5號池：大草陂
- 桃園大圳9-6號池：草陂
- 桃園大圳9-7號池：銅鑼陂
- 桃園大圳9-10號池：會社陂
- 桃園大圳9-11號池：屠宰陂
- 桃園大圳9-13號池：龜墓埤
- 桃園大圳9-14號池：死囝仔陂、死人陂、桃園大圳第九支線十四號池
- 桃園大圳9-15號池：學校陂
- 桃園大圳9-16號池：竹埤、竹蒿、竹蒿陂

#### 第十支線（觀音）
- 桃園大圳10-4號池：泉州坡
- 桃園大圳10-8號池：公陂、瓠杓埤
- 桃園大圳10-9號池：大埤
- 桃園大圳10-11號池：土壟溝陂
- 桃園大圳10-15號池：坑尾埤
- 桃園大圳10-16號池：深埤
- 桃園大圳10-19號池：坡寮陂、坡寮埤、大坡腳埤
- 桃園大圳10-20號池：埔頂埤

#### 第十一支線（觀音）
- 桃園大圳11-2號池：第十一支線二號池
- 桃園大圳11-3號池：旱埤、第十一支線三號池
- 桃園大圳11-4號池：笨箕湖、第十一支線四號池
- 桃園大圳11-8號池：後湖塘
- 桃園大圳11-10號池：第十一支線十號池
- 桃園大圳11-11號池：第十一支線十一號池
- 桃園大圳11-19號池：下塘埤
- 桃園大圳11-20號池：紅塘陂

#### 第十二支線（新屋）
- 桃園大圳12-1-2號池：第十二支線一分線二號池、新屋埤、新屋埤環湖步道、新屋天幕籃球場
- 桃園大圳12-1-3號池：第十二支線一分線三號池
- 桃園大圳12-1-4號池：第十二支線一分線四號池
- 桃園大圳12-3號池：東勢埤
- 桃園大圳12-8號池
- 桃園大圳12-9號池：草池
- 桃園大圳12-14號池：菜公坡

## 主要設施

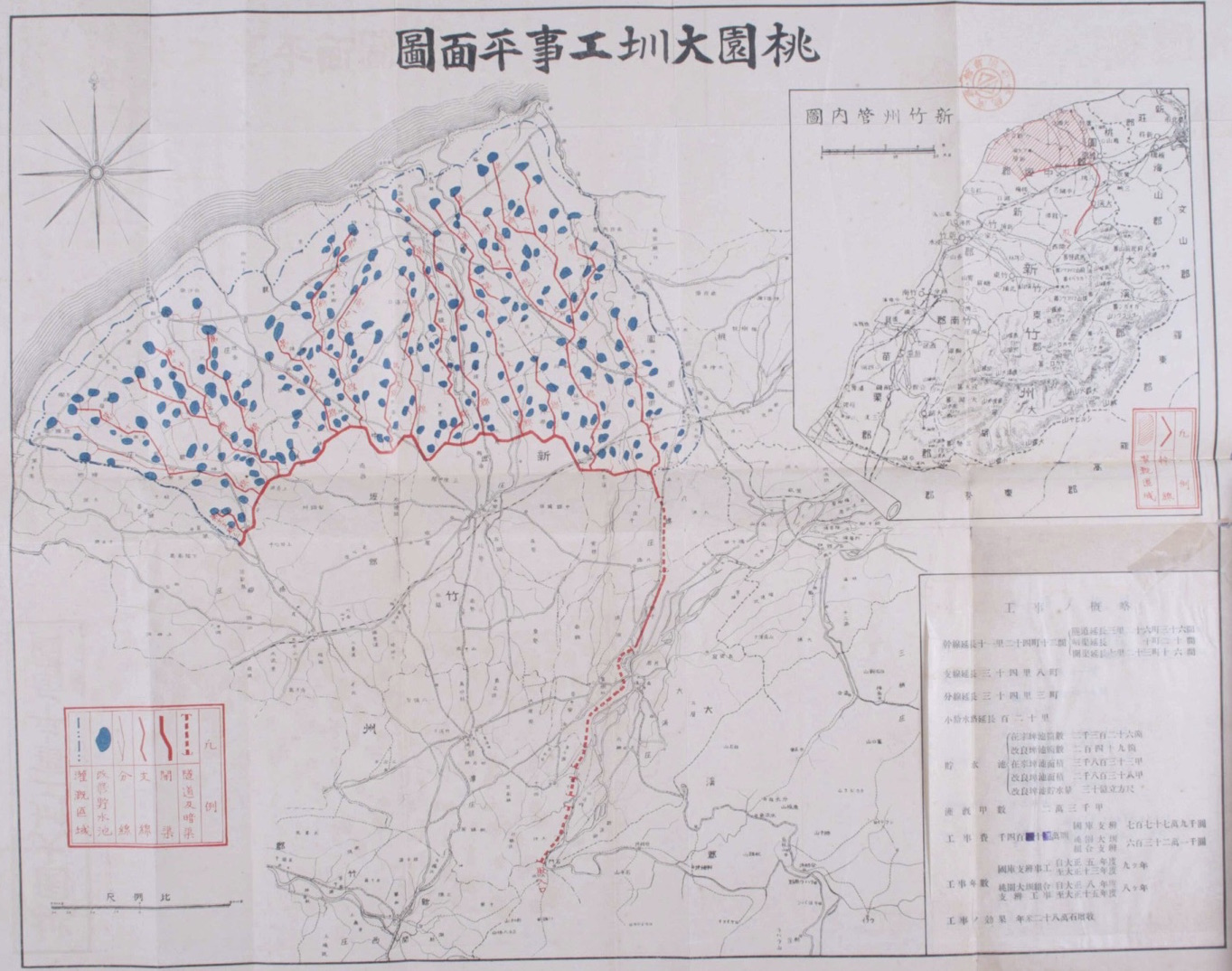
桃園大圳工事平面圖，可見12條支線串連埤塘

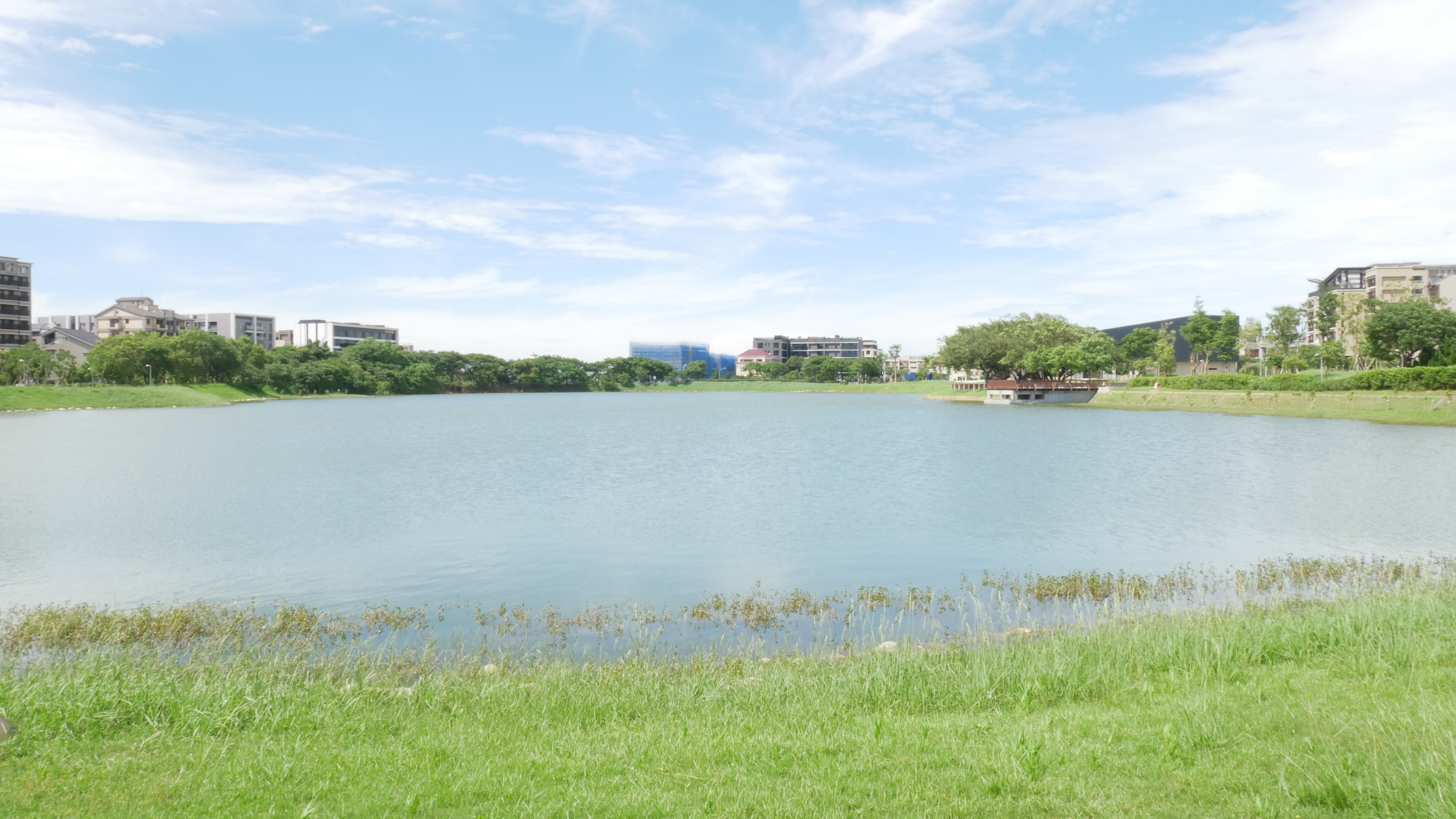
桃園大圳第5支線第8號池

### 取水口

#### 早期
早先桃園大圳的取水口位於現今石門水庫依山閣一帶，引大漢溪（大嵙崁溪）的溪水灌溉。

#### 後期
1953年（民國42年）桃園乾旱，大嵙崁溪水位不足，促使石門水庫興建，水庫完工後同時建構了石門大圳灌溉系統，並將桃園大圳的取水口遷移至石門水庫後池堰西北側。

## 歲修
為維持大圳的灌溉及供水功能，桃園大圳於每年11月起至翌年的1月停水、進行圳道及沿線圳路的歲修，自1996年起，桃園農田水利會利用停水期間舉行大圳健行。

## 地名
- 大圳邊：桃園市八德區的地名，位在桃園大圳旁邊而得名。

## 圖庫

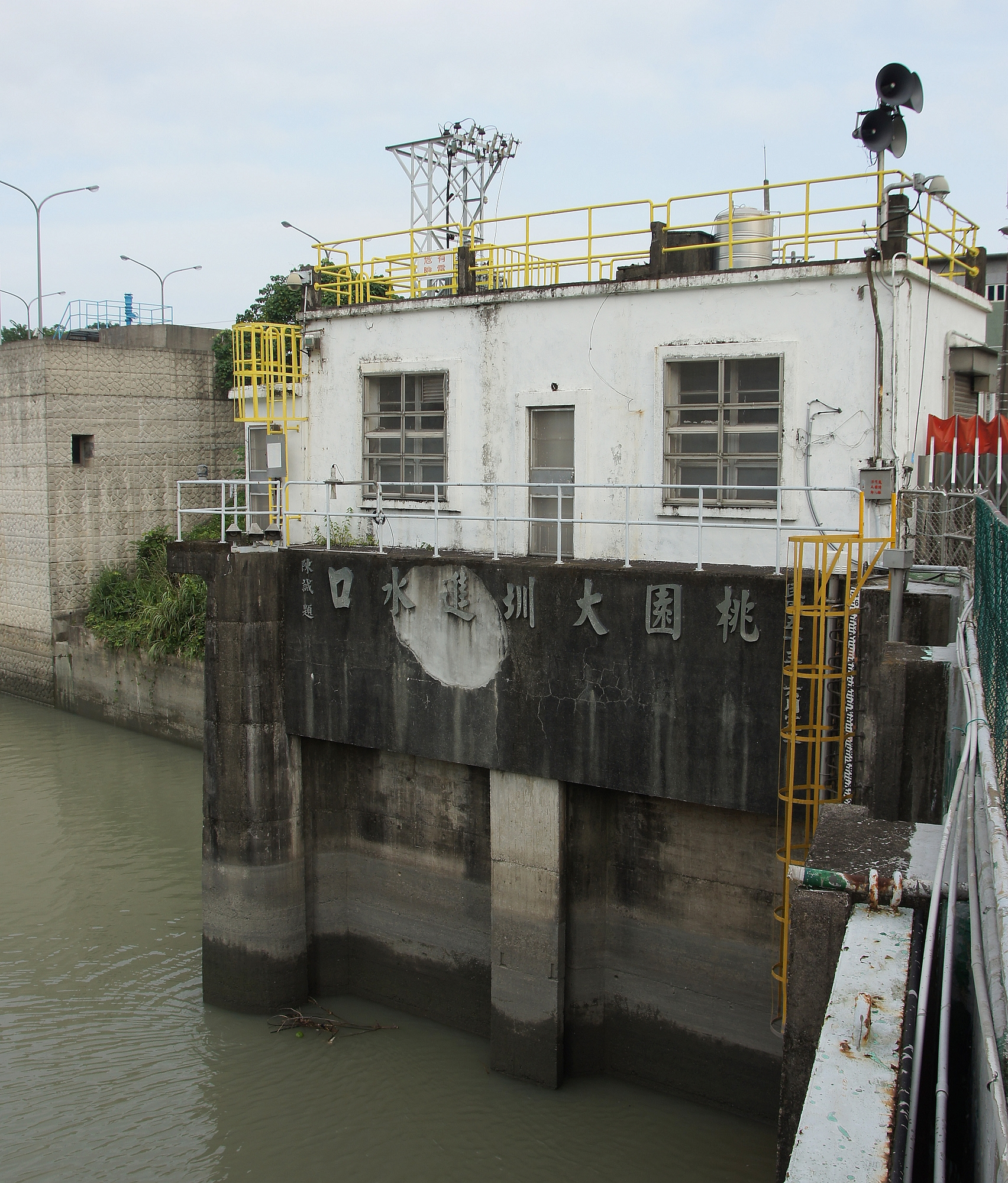
大圳進水口
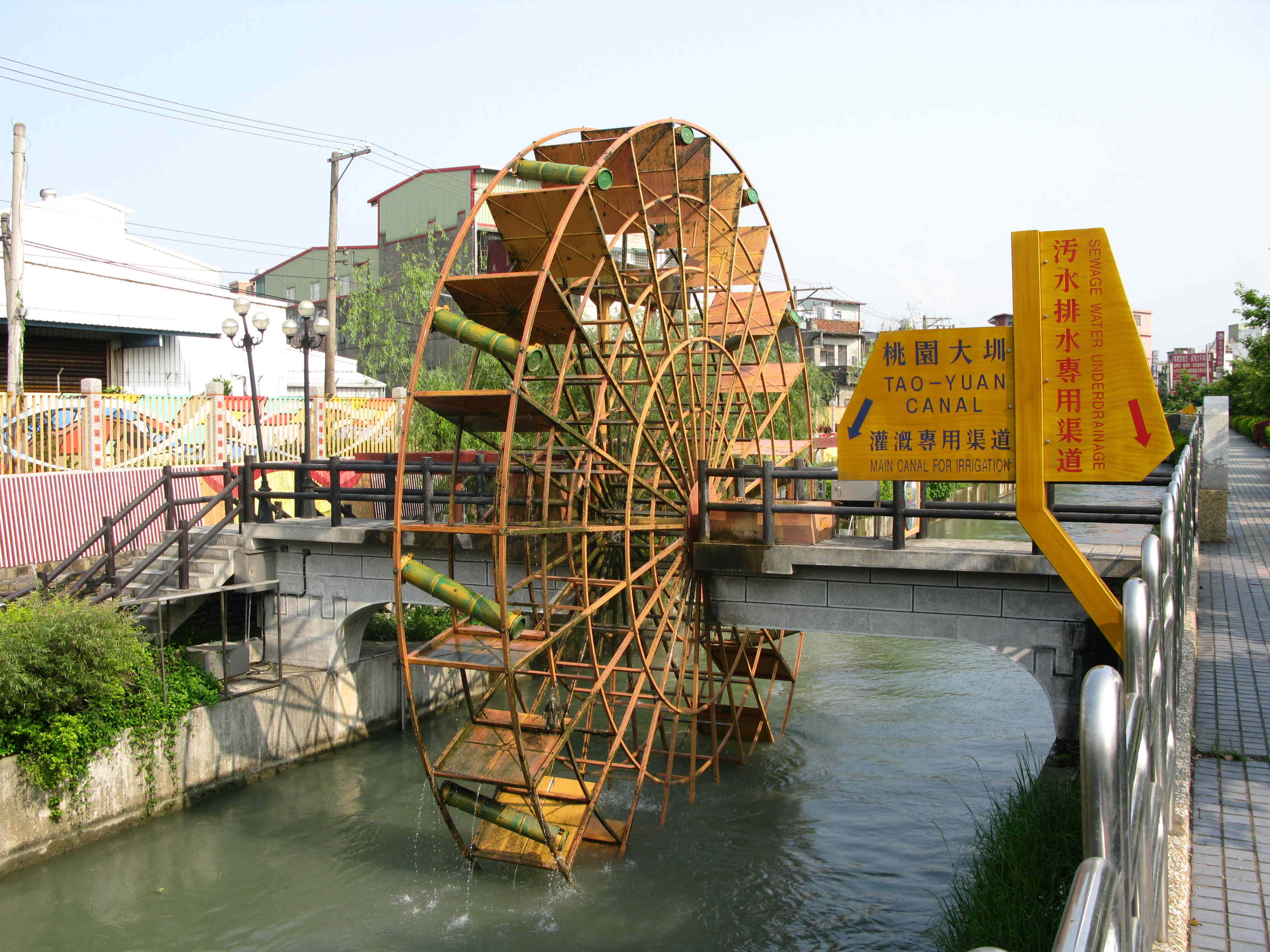
水車
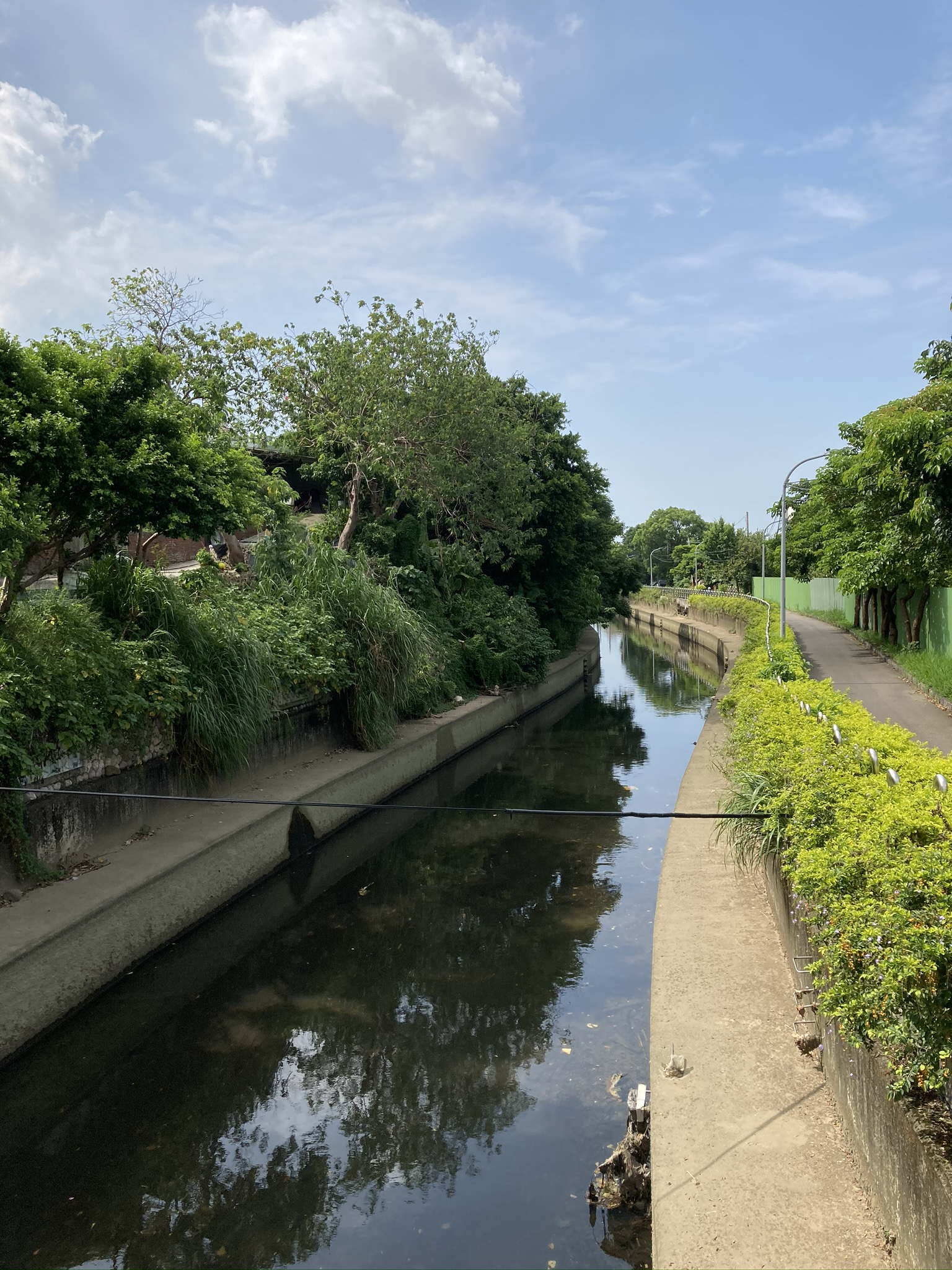
大圳內壢段
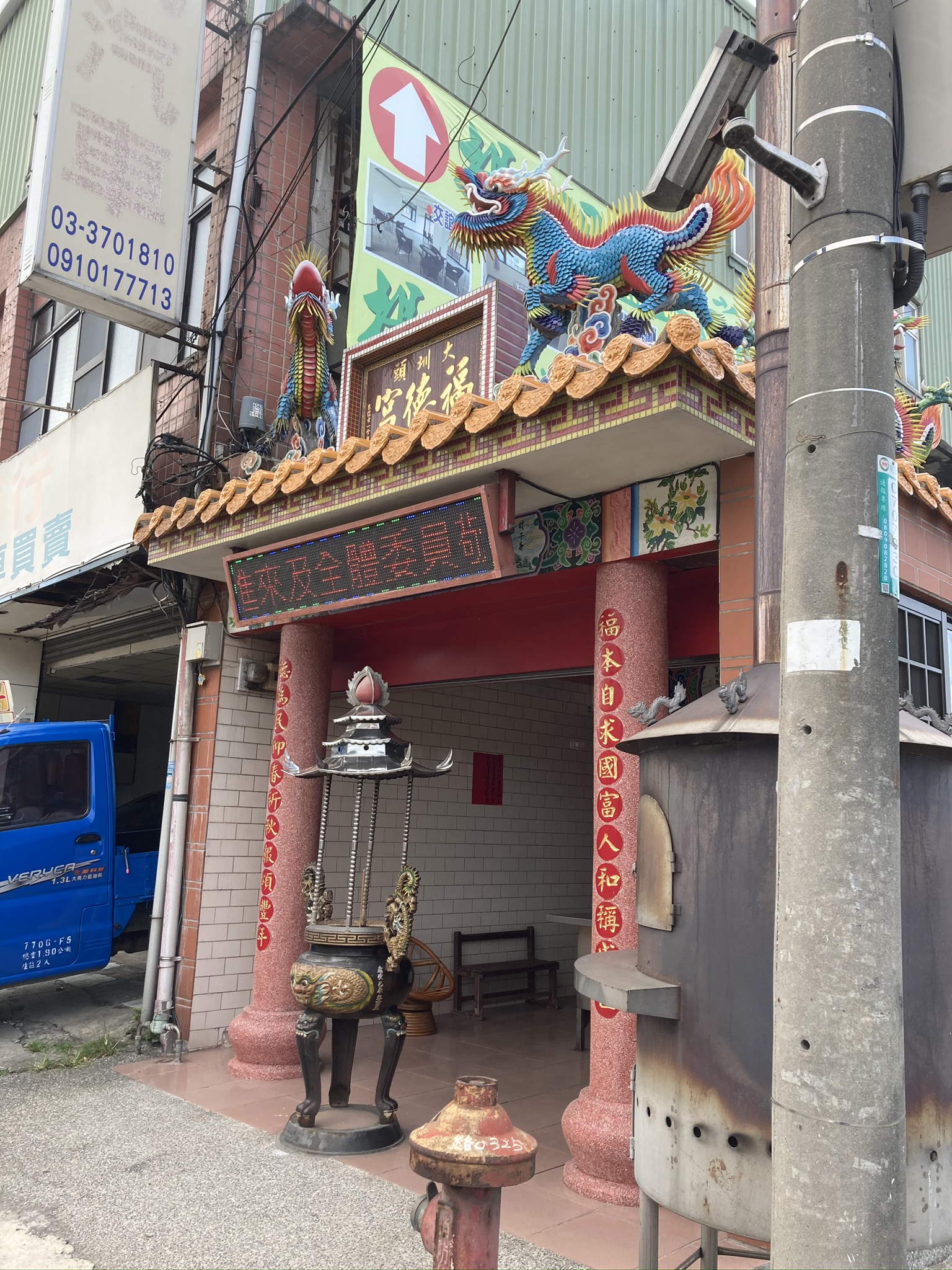
內壢大圳公土地公廟

## 延伸閱讀
- . 農田水利入口網. 行政院農業委員會. 2012-01-01  [2016-04-16]. （原始内容存档于2014-01-05）.

## 外部連結
- 桃園農田水利會 （页面存档备份，存于）
- 桃園大圳及其支線埤塘